# Минъюань-ди (Северная Вэй)
(Северно-)Вэйский Минъюань-ди (кит. трад. (北)魏明元帝), личное имя Тоба Сы (кит. трад. 拓拔嗣, 392—423) — сяньбиец, правитель государства Северная Вэй. Храмовое имя — Тай-цзун (太宗).

## Биография
Тоба Сы родился в 392 году — уже после того, как его отец Тоба Гуй провозгласил себя правителем Северной Вэй (в 386 году), но до того, как тот провозгласил себя императором (в 399 году). Он был старшим сыном Тоба Гуя; его матерью была дочь гуннского вождя Лю Туцзюаня.
В 409 году отец официально назначил Тоба Сы своим наследником и, следуя сяньбийским обычаям, вынудил его мать совершить самоубийство. После того, как отец объяснил сыну необходимость такого шага, дабы будущий император не попал под влияние матери, Тоба Сы, вернувшись домой, разрыдался. Узнав об этом, Тоба Гуй снова вызвал его во дворец, но приближённые порекомендовали Тоба Сы вместо этого бежать из столицы, так как Тоба Гуй уже начинал демонстрировать признаки неадекватного поведения и паранойи. Тоба Сы послушался их и покинул Пинчэн.
Осенью 409 года Тоба Гуй посадил в тюрьму другую свою супругу, и планировал казнить её. Узнав об этом, её 15-летний сын Тоба Шао проник во дворец и убил императора. На следующий день императорская охрана арестовала и убила Тоба Шао и его мать, и на престол был возведён старший сын Тоба Сы.
В отличие от отца, правившего единолично, Тоба Сы создал совет из восьми чиновников, среди которых были не только сяньбийцы, помогавший ему принимать решения по важнейшим государственным вопросам (это стало образцом для последующих императоров Северной Вэй). В 414 году он отправил посланников в соседние государства — Жужаньский каганат, Позднюю Цинь, Северную Янь и империю Цзинь. Миссии в Цзинь и Позднюю Цинь были успешными, однако посланный в Северную Янь Хунююй Шимэнь отказался входить во дворец, и потребовал, чтобы правитель Фэн Ба вышел к нему и принял императорский эдикт как вассал. Фэн Ба отказался, и Хунююй Шимэня силой втащили во дворец и заставили опуститься на колени (так как он отказался кланяться), а затем бросили в тюрьму. Однако даже будучи заключённым Хунююй Шимэнь продолжал оскорблять Фэн Ба и отказывался признавать его более, чем северовэйским вассалом. Тем временем Фэн Ба заключил союз с Хэлянь Бобо (правителем государства Ся).
Тогда же, в 414 году, начался рост влияния советника Цуй Хао: император часто просил его сделать предсказание, основываясь на «Книге Перемен», и эти предсказания часто оказывались правдивыми.
Осенью 416 года цзиньский полководец Лю Юй предпринял крупное наступление, и захватил восточную половину Поздней Цинь, включая важный город Лоян. Частью сил Лю Юя был флот под командованием Ван Чжундэ, который занял Хуатай — единственный крупный город Северной Вэй, находившийся южнее Хуанхэ. Тоба Сы отправил посланников к Лю Юю и Ван Чжундэ, но те заверили, что целью их похода является Поздняя Цинь, а не Северная Вэй, и что по окончании кампании Хуатай будет возвращён (однако на самом деле этого так и не произошло).
Яо Хун — последний император Поздней Цинь — обратился к Северной Вэй за помощью. Северовэйские войска встали на северном берегу Хуанхэ и стали убивать команды тех цзиньских кораблей, которые приставали к северному берегу. Возмущённый этим, Лю Юй высадил на северном берегу Хуанхэ войско под командованием генерала Дин У, которое нанесло Северной Вэй крупное поражение.
В 417 году войска Лю Юя взяли Чанъань и Яо Хун, не видя иного выхода, сдался. Он был отправлен в цзиньскую столицу Цзянькан, где его казнили вместе с большинством членов его семьи. Государство Поздняя Цинь прекратило своё существование.
В 418 году войска Северной Вэй совершила неожиданное нападение на Северную Янь и осадили столицу Лунчэн, но Фэн Ба смог защитить город, и северовэйские войска ушли, забрав с собой 10.000 семейств.
В 422 году Тоба Сы тяжело заболел, и по совету Цуй Хао сделал своего 14-летнего сына Тоба Тао официальным наследником. Тоба Тао стал соправителем империи, и ряд советников были назначены ему в помощники.
Тем временем в империи Цзинь генерал Лю Юй ещё в 420 году сверг императора и сел на трон сам, основав империю Сун. В 422 году он умер, и Тоба Сы решил воспользоваться предоставившейся возможностью, и захватить Лоян, Хуатай и перевал Хулао, находящиеся южнее Хуанхэ. Во главе войск был поставлен Даси Цзинь.
Войска осадили Хуатай, но не смогли его быстро взять, и тогда Тоба Сы лично повёл армию на помощь Даси Цзиню, а Тоба Тао отправил на северную границу отражать нападения жужаней. Также были отправлены войска на восток, которые захватили у Северной Янь значительные земли на территории современной провинции Шаньдун. Хуатай был взят, а весной 423 года после долгой осады сдался Хулао, в результате чего под контролем Северной Вэй оказалась значительная часть современной провинции Хэнань.
Зимой 423 года император скончался от отравления принимаемыми алхимическими эликсирами.

## Девизы правления
- Юнсин (永興) 409–413
- Шэньжуй (神瑞) 414–416
- Тайчан (泰常) 416–423